# Trinitrobenceno
El 1,3-dinitrobenceno y el 1,3,5-trinitrobenceno son sustancias sintéticas usadas en explosivos. Ambos compuestos son sólidos amarillos tipo cristales a temperatura ambiente. Pueden existir en el aire en pequeñísimas cantidades como polvo o vapor, y pueden disolverse en ciertos líquidos. Si cualquiera de las dos sustancias se coloca bajo intenso calor, explotarán. Estos compuestos no tienen olor ni sabor.